# Invisible String
"Invisible String" (estilizada em letras minúsculas) é uma canção gravada pela artista musical estadunidense Taylor Swift, presente em seu oitavo álbum de estúdio Folklore (2020), lançado em 24 de julho de 2020 através da Republic Records. A faixa foi composta pela intérprete com o auxílio de Aaron Dessner, sendo produzida pelo mesmo. "Invisible String" é uma faixa derivada do gênero folk com elementos da música country, com dedilhados de guitarras, acústica dedilhada e batidas de fundo. Sua letra retrata a perspectiva de Swift sobre o destino, usando detalhes específicos que entrelaçam momentos selecionados de sua vida e de seu amante, as reviravoltas que levaram os dois ex-estranhos a se encontrarem, e narra a busca pela cura emocional e felicidade através do tempo.
"Invisible String" foi bem recebida pela crítica musical, que admiraram sua "adorável" instrumentação e lirismo inovador. A revista NPR a considerou uma das melhores canções de 2020. "Invisible String" alcançou a posição trinta e seis na Billboard Hot 100 dos Estados Unidos e alcançou as paradas de singles na Austrália, Canadá e Cingapura. Swift incluiu "Invisible String" no repertório da The Eras Tour (2023), sua sexta turnê mundial.

## Antecedentes e lançamento

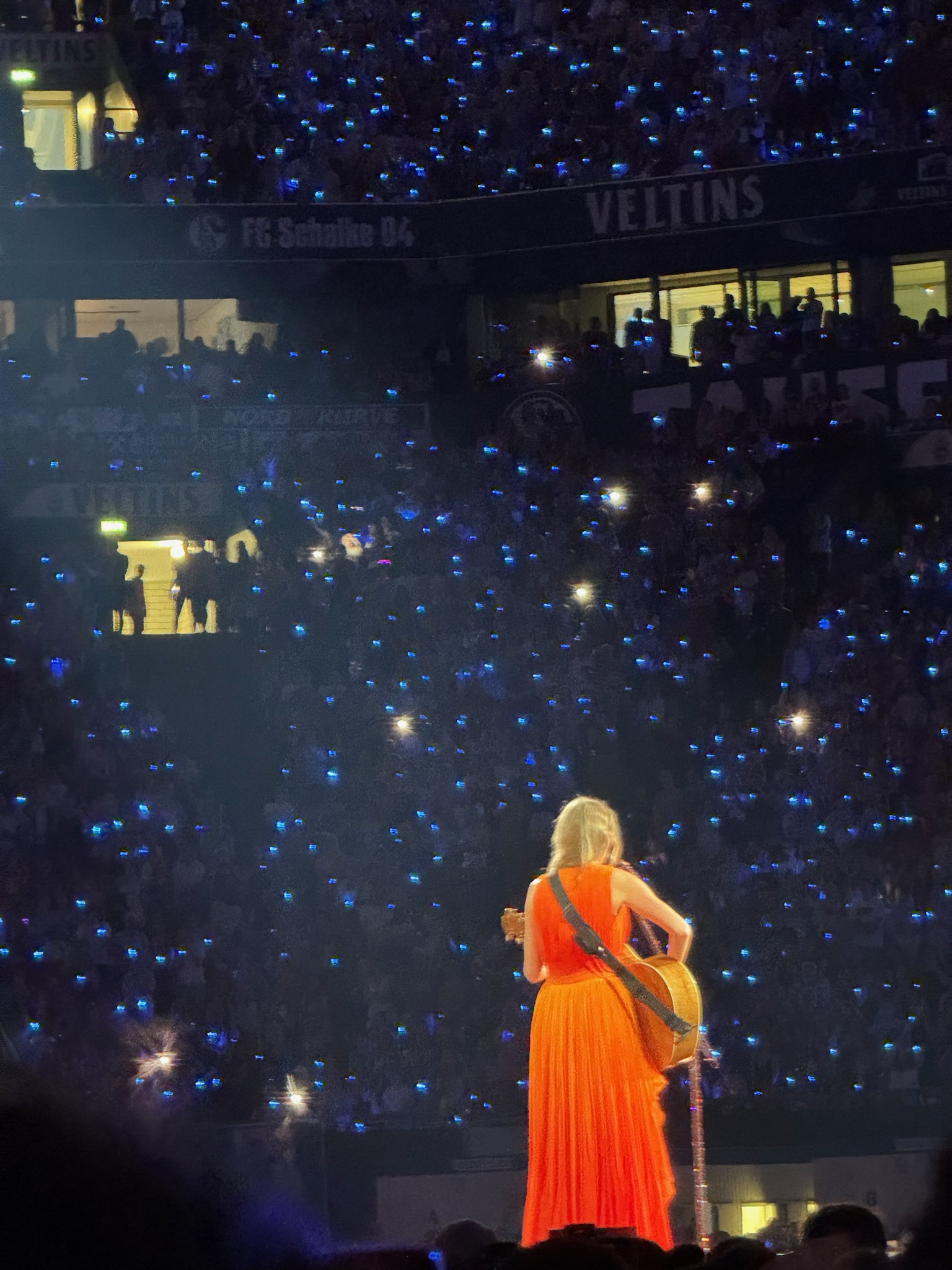
Taylor Swift de frente para o público na The Eras Tour em Gelsenkirchen, Alemanha, durante as músicas surpresa no set acústico(2024).

O Folklore foi concebido por Swift como invenções de imagens mitopoéticas em sua mente, resultado de sua imaginação "correndo solta" enquanto se isolava durante a pandemia de COVID-19. Uma dessas imagens era de “um único fio que, para o bem ou para o mal, liga você ao seu destino”. Este conceito deu origem à "Invisible String". Swift escreveu "Invisible String" com o auxílio de Aaron Dessner, que produziu a faixa. Em 23 de julho de 2020, Swift anunciou Folklore para 24 de julho de 2020. Como referência à música, um fio de ouro foi apresentado no vídeo musical de "Willow" (2020), primeiro single do nono álbum de estúdio de Swift e sequência de Folklore, Evermore (2020). 

## Estrutura musical e conteúdo lírico

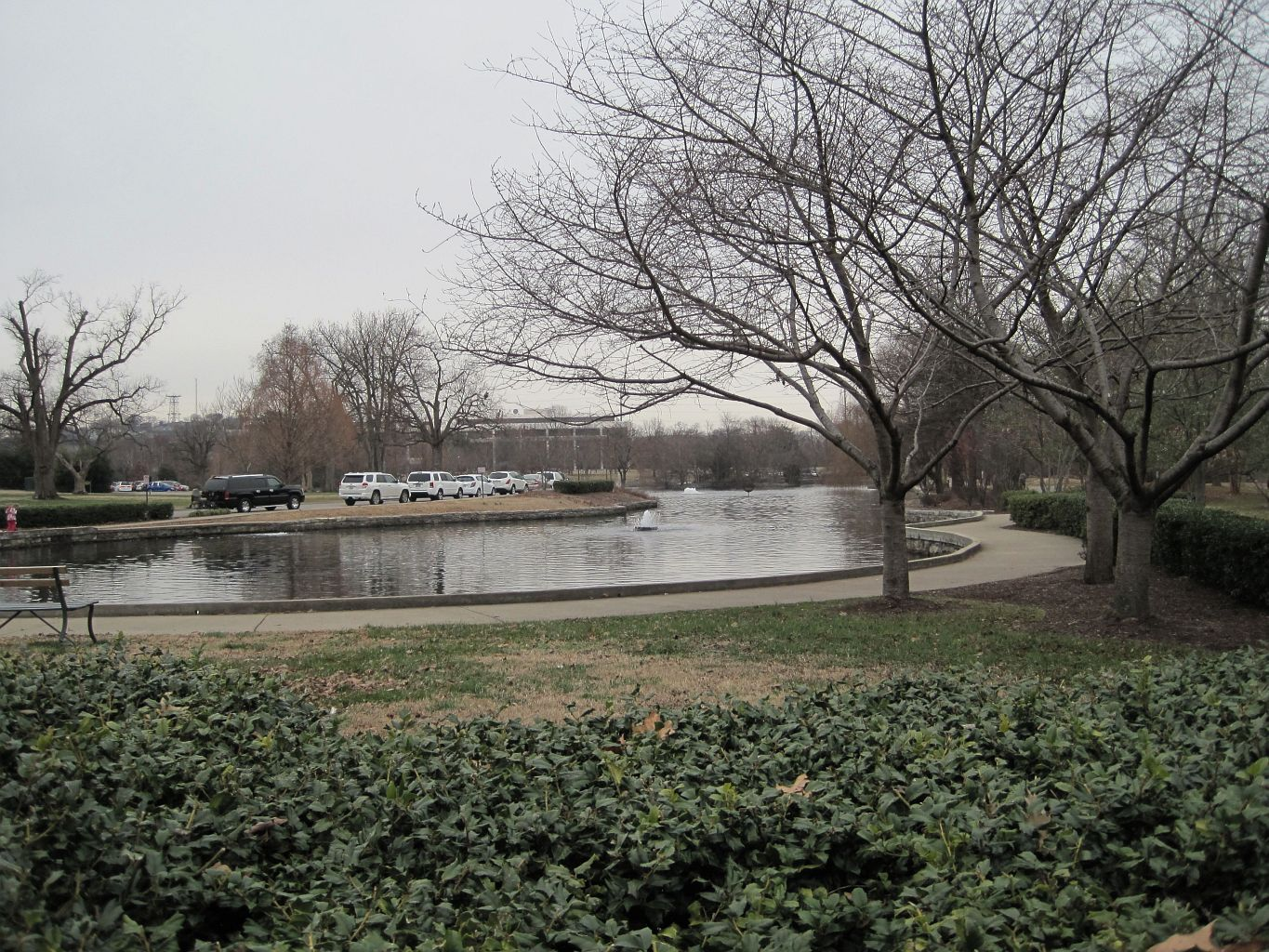
Swift menciona vários detalhes narrativos em "Invisible String", incluindo seu hábito de ler no Centennial Park, Nashville.

"Invisible String" é uma canção do gênero folk com uma instrumentação arejada e terrena impulsionada por riffs acústicos e batidas vocais fortes. Dessner afirmou que usou uma ponte de borracha para a linha de guitarra proeminente da música.
"Invisible String" é uma canção de amor contida, sem referências flagrantes ao romance. Suas letras dão vislumbres do relacionamento de Swift com o ator inglês Joe Alwyn, que também co-escreveu e co-produziu algumas faixas de Folklore; narra o fio "invisível" existente entre os dois ex-estranhos, do qual eles não tinham consciência até que se conheceram e se apaixonaram. A canção é uma alusão ao mito popular do Leste Asiático chamado fio vermelho do destino (Red thread of fate), que se originou da mitologia chinesa. Segundo a crença, um cordão vermelho invisível (dourado na interpretação de Swift) é amarrado no dedo daqueles que estão destinados a se encontrar em determinada situação por serem "seu verdadeiro amor".
Swift emprega um estilo de escrita passivo distinto na canção, e usa cores para pintar memórias. Ele incorpora detalhes ultra específicos, como: a afinidade de Swift com o Centennial Park de Nashville, o tempo que Alwyn passou trabalhando em uma loja de frozen yogurt em Londres antes de se aventurar na atuação, e Swift enviando presentes para o futuro filho de seu ex-namorado Joe Jonas e sua esposa Sophie Turner. Há também alusões às suas canções mais antigas em "Invisible String": a letra "Bad was the blood of the song in the cab on your first trip to LA" referindo-se a "Bad Blood" (2015), o bar de mergulho em "Delicate" (2017), e tons dourados – a cor do amor segundo Swift – em "Daylight" (2019). "Invisible String" também menciona sua viagem de três anos com Alwyn para Lake District, Inglaterra, que é o cenário narrativo de "The Lakes", a faixa bônus da edição de luxo de Folklore. O professor de literatura britânico Jonathan Bate observou o refrão aludido a The Sun Also Rises (1926), de Ernest Hemingway, e Jane Eyre (1847), de Charlotte Brontë.

## Recepção crítica
O crítico do Pitchfork, Julian Mapes, elogiou "Invisible String" como uma das canções "mais adoráveis" do Folklore por seus instrumentais "deliciosamente corajosos" e lirismo notável, que Mapes comparou com versos dos romances clássicos Jane Eyre (1847) e The Sun Also Rises (1926). Classificando a canção como a segunda melhor do álbum, Mikael Wood, do The Los Angeles Times, disse que, ao contrário do resto do Folklore, "Invisible String" faz Swift relembrar sua vida e reformular sua "representação de tabloide" para fornecer "um relato muito inteligente das reviravoltas que a levaram a conhecer seu namorado, o ator britânico Joe Alwyn". Ele também admirava os vocais "caprichosos e deliciosos" de Swift. Michael Sumsion, do PopMatters, opinou que a canção demonstra "uma afinidade natural com a fogueira enquanto o violão tilintando no céu explode em uma carga acústica de beleza pastoral".
Jonathan Keefe, escrevendo para Slant Magazine, comentou que "Invisible String" mostra a "compreensão magistral da estrutura musical" de Swift e destacou como cada uma de suas estrofes começa com o uso da voz passiva "para criar uma narrativa removida". Katie Moulton, escrevendo para Consequence, elogiou a habilidade mitopoética de Swift. Nas palavras da crítica de Anna Leszkiewicz, do New Statesman, "Invisible String" é "imediatamente menos distante e nebulosa" do que outras canções do Folklore, vendo Swift imaginar "um fio invisível ligando-a a seu parceiro, à medida que seus caminhos se cruzam ao longo dos anos , antes de eventualmente se tornarem tricotados". Leszkiewicz também a chamou de uma canção de amor "agradavelmente contida" e "o ponto alto romântico do álbum".

## Desempenho comercial
Após o lançamento do Folklore, todas as faixas do álbum entraram na Billboard Hot 100 dos Estados Unidos. "Invisible String" estreou na posição trinta e sete na parada, ao lado de outras nove faixas do Folklore, ficando entre as quarenta primeiras; ficou nas paradas por duas semanas antes de sua saída. Alcançou ainda a posição dezenove na parada da Cingapura, a posição dezenove na ARIA Singles Chart da Austrália e a posição vinte e nove no Canadian Hot 100.

## Impacto
Em abril de 2023, Swift embarcou na The Eras Tour, onde ela cantou "Invisible String" como música de abertura da banda Folklore nos primeiros quatro concertos da turnê.
Em maio de 2023, o prefeito de Nashville, John Cooper, divulgou uma proclamação, que declarava um banco instalado no Centennial Park da cidade com uma placa "Para Taylor Swift. Um banco para você ler no Centennial Park. Bem-vindo ao lar, Nashville". É uma homenagem à letra da música: "Verde era a cor da grama / Onde eu costumava ler no Centennial Park / Eu costumava pensar que encontraria alguém lá".